# Catedral de San Juan Bautista (Maribor)
La Catedral de San Juan Bautista (en esloveno: Stolnica svetega Janeza Krstnika) es una catedral en la ciudad de Máribor, la segunda más importante del país europeo de Eslovenia. El edificio religioso es de estilo gótico, data del siglo XII, y está dedicado a San Juan Bautista. Es la sede de la Arquidiócesis de Maribor.
Fue construido en la primera mitad del siglo XII como una basílica de tres naves en el estilo de románico. La construcción fue el resultado de la reubicación de la parroquia hacia Máribor en el año 1164.